# Aureliachoerus
Aureliachoerus — вимерлий рід свиней, який жив у міоцені в Європі.
Вид Aureliachoerus aurelianensis спочатку вважався видом Palaeochoerus. Другий вид, A. minus, був меншим за A. aurelianensis і мав менш складні моляри.